# Unione Nazionale Italiana Trasporto Ammalati a Lourdes e Santuari Internazionali
L'Unione Nazionale Italiana Trasporto Ammalati a Lourdes e Santuari Internazionali (U.N.I.T.A.L.S.I.) è un'associazione cattolica dedicata al servizio degli ammalati ed in particolare al loro trasporto in pellegrinaggio presso i santuari italiani ed internazionali.

## L'associazione
L'Unitalsi nasce nel 1903 per iniziativa di Giovanni Battista Tomassi, che all'epoca ha 22 anni, dei quali gli ultimi dieci trascorsi in carrozzella per una grave forma di artrite acuta e irreversibile; è deciso, se non ottiene la guarigione, a uccidersi davanti alla grotta di Lourdes: non ottiene il miracolo ma, colpito dalle cure amorevoli dei volontari ai malati, rinuncia al suo proposito e alla stazione di Lourdes, al momento del ritorno in Italia, consegnando la pistola che ha con sé manifesta al vescovo monsignor Radini Tedeschi, direttore spirituale del pellegrinaggio, e al giovane sacerdote che lo accompagna, don Angelo Roncalli (futuro papa Giovanni XXIII), l'intenzione di fondare un'associazione per il trasporto dei malati..
L'Unitalsi è presente in tutto il territorio italiano e si divide in "sezioni" e "sottosezioni".
Generalmente le sezioni corrispondono alle regioni d'Italia con esclusione della Sicilia e della Sardegna che, per vastità di territorio, sono state divise in due sezioni. Le Sottosezioni corrispondono spesso alle varie diocesi ma, come per le sezioni, anche le diocesi più vaste hanno più sottosezioni.
Oltre ai pellegrinaggi, l'associazione cura tramite i propri volontari, attività di assistenza domiciliare, soggiorni estivi ed invernali ed attività di sensibilizzazione sulla condizione del malato ed effettua anche servizio civile, sia in Italia che a Lourdes.
Nel 1997 l'Unitalsi è stata dichiarata associazione pubblica di fedeli con formale elezione da parte della Conferenza episcopale italiana. Fa parte del sistema della Protezione Civile.
L'Unitalsi festeggia in particolare modo l'11 febbraio, data in cui la Chiesa cattolica ricorda l'apparizione della Madonna a Lourdes e l'8 dicembre, festa dell'Immacolata Concezione.
L'associazione ha la presidenza nazionale a Roma, in via della Pigna 13/A.

## I pellegrinaggi
L'Unitalsi ha come attività principale l'organizzazione di pellegrinaggi (principalmente in treno) verso i principali santuari mariani Lourdes, Loreto, Fatima, Banneux, Pompei, San Giovanni Rotondo.

## IlSalus infirmorum
A Lourdes, l'Unitalsi è l'unica associazione internazionale che abbia un luogo di proprietà ove ospitare i malati e i pellegrini che arrivano da tutte le regioni italiane, il Salus infirmorum, che consta di circa 300 posti letto con la cappella per le funzioni religiose. 
All'interno del "Salus infirmorum" coesistono anche l'alloggio per i cappellani dei pellegrinaggi, la segreteria, un bar ed un self service.
Il nome "Salus infirmorum" (in italiano "salute degli infermi") deriva da una delle Litanie lauretane che sono recitate alla fine della preghiera del rosario ed invocante alla Madonna la preghiera per la salute agli infermi.

## Cronotassi degli assistenti ecclesiastici nazionali
- S.E. Mons. Alessandro Plotti (1983 - 1994), poi Presidente Nazionale fino al 2000
- Mons. Decio Cipolloni (1994 - 2000), già Vice Assistente Nazionale
- Arcivescovo Luigi Moretti (2000 - 26 maggio 2011)
- Vescovo Luigi Marrucci (26 maggio 2011 - 28 settembre 2016)
- Arcivescovo Luigi Bressan (28 settembre 2016 - 25 gennaio 2023)
- Arcivescovo Rocco Pennacchio, dal 25 gennaio 2023